# Clã Uesugi

Símbolo do Clã Uesugi

O Uesugi clan (上杉氏, Uesugi-shi) foi um clã de samurais japoneses, descendentes do clã Fujiwara e particularmente com notável poder nos períodos Muromachi e Sengoku.
O clã alega descendência de Fujiwara no Yoshikado.
Kanjūji Shigefusa foi um descendente da geração 13 da grande progenitora do clã. Perto do final do século XIII, ele recebeu domínio Uesugi, na província de Tango, e adotou o nome "Uesugi" após estabelecer a sua chegada. Os três principais ramos da Uesugi são os Inukake, o Yamanouchi e Ōgigayatsu.

## Leitura de apoio
- Frederic, Louis (2002). Japan Encyclopedia. Cambridge, Massachusetts: Harvard University Press. 10-ISBN 0-674-00770-0; 13-ISBN 978-0-674-00770-3 (cloth)
- Meyer, Eva-Maria. (1999). Japans Kaiserhof in de Edo-Zeit: Unter besonderer Berücksichtigung der Jahre 1846 bis 1867. Münster: Tagenbuch. ISBN 3-8258-3939-7
- Ravinia, Mark. (1995). "State-Building and Political Economy in Early-Modern Japan," Journal of Asian Studies. 54.4.
- Sansom, George (1961). A History of Japan: 1334-1615. Stanford: Stanford University Press. 10-ISBN 0-8047-0525-9; 13-ISBN 978-0-8047-0525-7 (cloth)
- __________. (1963). A History of Japan: 1615-1867. Stanford: Stanford University Press. 10-ISBN 0-8047-0527-5; 13-ISBN 978-0-8047-0527-1 (cloth)